# ゼーヴェレン川
ゼーヴェレン川（ゼーヴェレンがわ、独: Seeweren）は、スイスのシュヴィーツ州シュヴィーツ郡シュヴィーツ市ゼーヴェンからインゲンボール市ブルンネンを流れる1.5kmの川。ライン川の源流の一つ。

## 概要
ゼーヴェレン川は、ラウエルツ湖の南東から流れ出る（標高447m）。ゼーヴェンの町を通り、ニーテン川（Nietenbach）と合流してインゲンボール市に入って、ムオータ川に合流する（標高438m）。合流したムオータ川は、2.0km流れてルツェルン湖に注ぎ、ロイス川、アーレ川を経てライン川へと流れていく。

画面左がゼーヴェレン川とゼーヴェンの町

ゼーヴェレン川はゼーヴェンの町の水源となっている。また、ゴットハルト鉄道がほぼ川に沿って敷かれており、シュヴィーツ駅も川の近くにある。川に沿ってラウエルツ湖畔からゼーヴェレン通り（Seewerenstrasse）が通っており、インゲンボール市のブルンネン市街でスイス通り（Schwyzerstrasse）に接続している。
ゼーヴェレンの語源は、湖畔（See-en）を意味する町名のゼーヴェン（Seewen）の川（Seewer-aa）が転じてゼーヴェレン（Seeweren）となったと考えられている。